# جک بالکین
جک بالکین (انگلیسی: Jack M. Balkin؛ زادهٔ ۱۳ اوت ۱۹۵۶) فیلسوف، مدیر، و استاد اهل ایالات متحده آمریکا است.